# Villa Alegre
Villa Alegre est une ville et une commune du Chili faisant partie de la province de Linares, elle-même rattachée à la région du Maule.

## Géographie
La commune de Villa Alegre est située dans une zone de plaines de la Vallée Centrale du Chili à une altitude d'une centaine de mètres. Son territoire est bordé à l'ouest par le río Loncomilla et au sud par un affluent le rio Putagán. La commune se trouve à 267 kilomètres à vol d'oiseau au sud de la capitale Santiago et à 29 kilomètres au sud de Talca capitale de la région du Maule.

## Histoire
La commune a été créée en 1891. L'église de l'agglomération principale, l'église de l'Enfant-Jésus, aujourd'hui monument national, est terminée en décembre 1889. En 1915, c'est l'une des premières communes à disposer d'une ligne de tramway électrique dans le pays.

## Démographie
En 2012, la population de la commune s'élevait à 15 428 habitants. La superficie de la commune est de 190 km2 (densité de 81 hab./km2). La population est majoritairement rurale

## Économie
Les terres irriguées et une bonne desserte par la route, la voie ferrée et par la voie d'eau sont à l'origine d'une agriculture qui a prospéré très tôt. On produit du vin, du blé, des légumineuses, des légumineuses (principalement des haricots), des pastèques et des melons, du maïs, des produits laitiers, de la viande et des fruits.

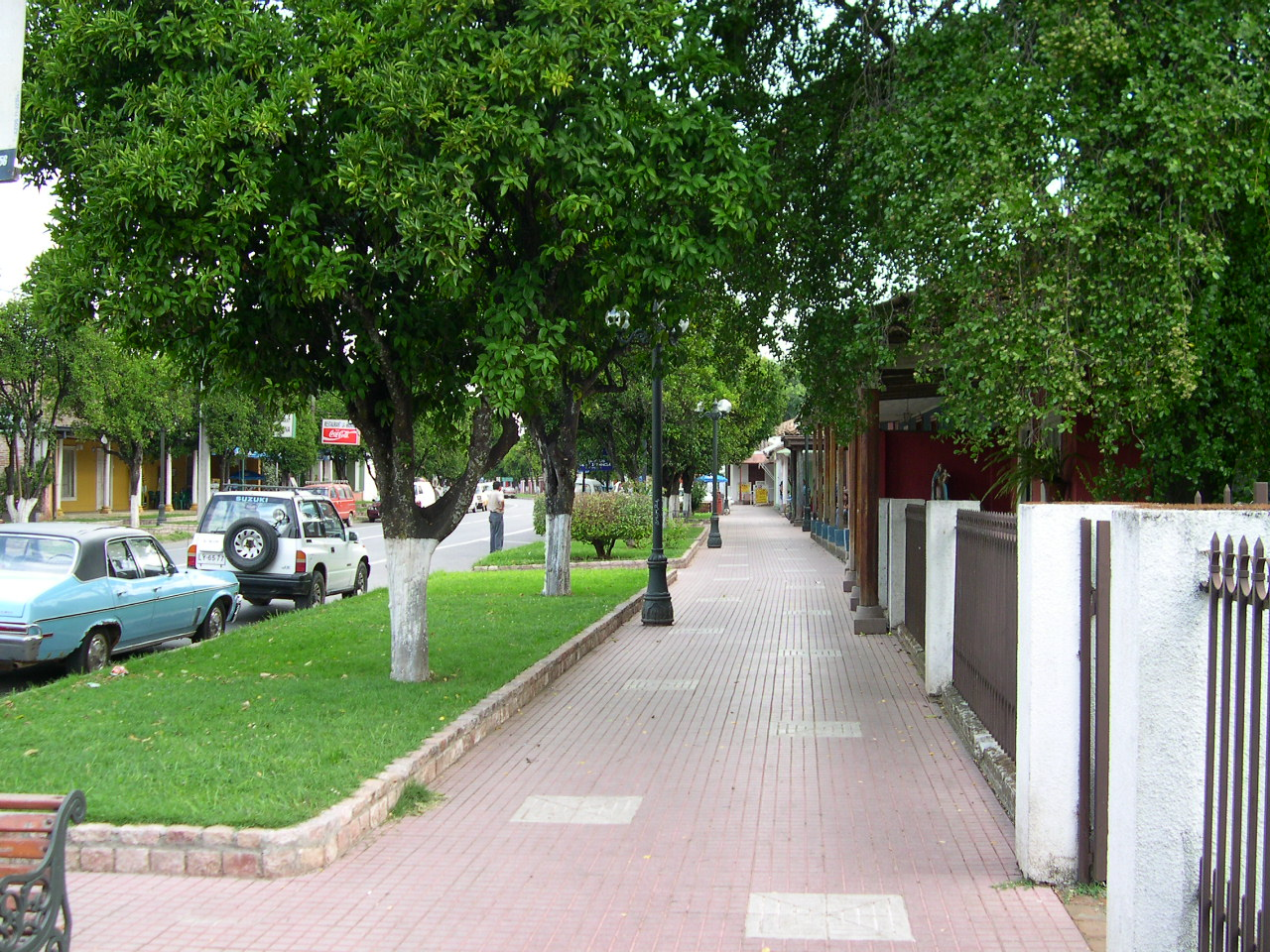
Une vue d'une rue de Villa Alegre.

Position de Villa Alegre (en rouge) au sein de la région du Maule.